# Mustaschbiätare
Mustaschbiätare (Merops mentalis) är en fågel i familjen biätare inom ordningen praktfåglar. Den förekommer i Västafrika från Mali till Kamerun. Arten minskar kraftigt i antal och listas därför som nära hotad av IUCN.

## Utseende
Mustaschbiätaren är en liten (19 cm) och mörk, skogslevande biätare. Fjäderdräkten är huvudsakligen purpurblå, med djupt kastanjebrun mantel. Den är mycket lik blåhuvad biätare som den tidigare behandlades som en del av. Mustaschbiätaren har dock blått, ej svart, mustaschstreck, mörkare blå hjässa utan vitt i pannan och grönblå snarare än blå stjärt. Undertill är den ljusare blå och på stjärten syns smala och trubbiga förlängda centrala stjärtpennor.

## Utbredning och systematik
Mustaschbiätare förekommer från Mali och Sierra Leone till Doula i Kamerun. Tidigare betraktades den som underart till blåhuvad biätare (M. muelleri). Den behandlas som monotypisk, det vill säga att den inte delas in i några underarter.

## Levnadssätt
Mustaschbiätaren lever i regnskog och observeras oftast en och en. Den föredrar att sitta på en gren högt upp i lövverket bredvid en led eller öppning i skogen och födosöker genom att dyka ned och fånga små fjärilar, bin och andra insekter för att snabbt återvända till den ursprungliga grenen.

## Status
Arten har ett rätt stort utbredningsområde och rapporteras som inte ovanlig och sällsynt till lokalt vanlig. Den tros dock minska relativt kraftigt i antal till följd av skogsavverkning och jordbrukets expandering, så pass att internationella naturvårdsunionen IUCN numera listar den som nära hotad.